# Brachycephalus crispus
Brachycephalus crispus é uma espécie de anfíbio da família Brachycephalidae. Endêmica do Brasil, pode ser encontrada apenas no Parque Estadual da Serra do Mar, município de Cunha, estado de São Paulo.